# Mortimer Munck af Rosenschöld

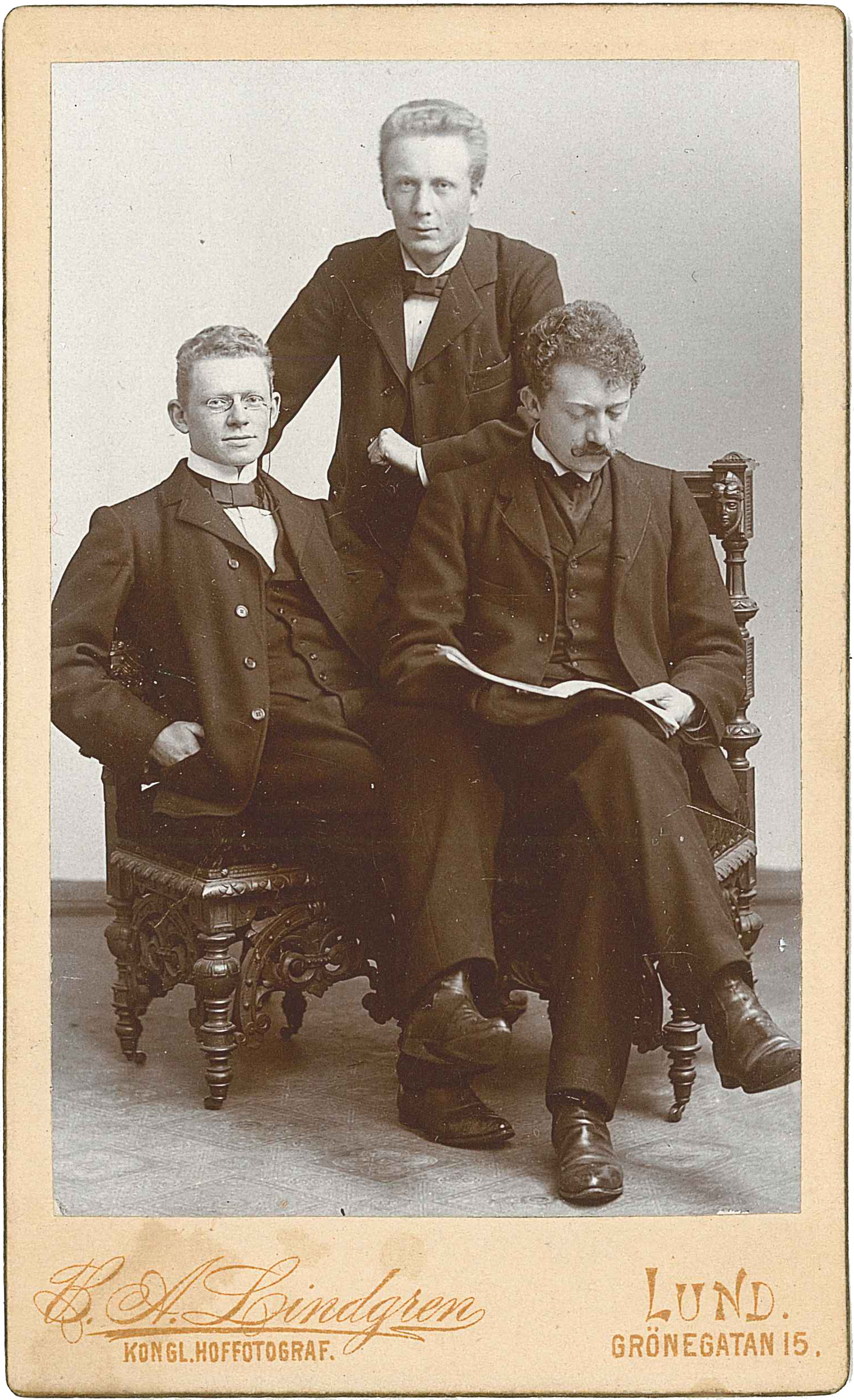
Mortimer Munck af Rosenschöld (stående) tillsammans med två kamrater, Carl Thulin och Otto Jonasson, under studietiden i Lund. Foto: Berndt August Lindgren (1895).

Axel Gabriel Mortimer Munck af Rosenschöld, född 21 juli 1873 i Kristianstad, död 28 november 1942 i Stockholm, var en svensk ämbetsman. 

## Biografi
Munck blev 1901 filosofie licentiat vid Lunds universitet, där han avlade hovrättsexamen 1903.
Munck af Rosenschöld tillträdde som sekreterare och ombudsman hos Vattenfallsstyrelsen, 1908–1915 och tillförordnad expeditionschef i Lantförsvarsdepartementet 1916–1917 samt i Ecklesiastikdepartementet 1917. Åren 1917–1929 var han statssekreterare i Ecklesiastikdepartementet, tillförordnad landshövding i Kronobergs län 1929–1930. Han tillförordnades som sådan då landshövdingen August Beskow var konsultativt statsråd i Arvid Lindmans andra regering. Munck tillträdde därefter som landshövding i Jämtlands län 1931–1938.

## Familj
Mortimer Munck af Rosenschöld var son till Thomas Munck af Rosenschöld. Från 1929 till sin död var han gift med arkeologen Hanna Rydh. Makarna är begravda på Norra begravningsplatsen utanför Stockholm.